# (217) Eudora
(217) Eudora és un asteroide que pertany al cinturó d'asteroides descobert per Jérôme Eugène Coggia el 30 d'agost de 1880 des de l'observatori de Marsella, a França. Rep el nom per Eudora, personatge de la mitologia grega.
Eudora orbita a una distància mitjana del Sol de 2,87 ua, i s'apropa fins a 1,984 ua. La seva excentricitat és 0,3087 i la inclinació orbital 10,51°. Completa una òrbita al voltant del Sol als 1.776 dies.